# Bus SCS

Bus SCS Logo.

SCS è l'acronimo di Sistema Cablaggio Semplificato. Si tratta di un bus di campo messo a punto nel 1996 da Bticino. Le sue applicazioni sono nel campo della domotica e dell'automazione degli edifici.

## Caratteristiche generali
Il bus SCS si basa su di doppino inguainato costituito da due conduttori flessibili con guaina intrecciati e non schermati con isolamento 300/500V - rispondente alle norme CEI 46-5 e CEI.

### Cablaggio
È possibile eseguire due tipi di cablaggi:
- Cablaggio libero
- Cablaggio a stella

La scelta dipende dal tipo di funzione domotica che si vuole rendere disponibile e dalle esigenze installative dell'impianto.

### Comunicazione
Attraverso il bus SCS vengono trasmessi quattro diversi tipi di segnale in modulazione di frequenza:
- Alimentazione (27V cc)
- Dati Il livello fisico, simile a quello utilizzato dallo standard KNX TP1, è una codifica RZ a 9600 bit al secondo, otto bit per simbolo, con un bit di start e uno di stop. Lo zero è rappresentato da una interruzione di 34 µs (ottenuta applicando un carico al bus) seguita da 70 µs di silenzio, l'uno da 104 µs di silenzio. Il bit di start è zero, il bit di stop è uno (l'inverso della codifica seriale tradizionale). I frames possono essere corti (sette simboli) o estesi (undici simboli), e sono delimitati da un simbolo di inizio frame (0xA8) e da uno di fine frame (0xA3). All'interno del frame, nessun simbolo può avere valore maggiore di 0x7F, quindi non è necessaria nessuna codifica speciale. Ogni frame si conclude con un codice di controllo ottenuto tramite XOR di tutti i simboli del frame, delimitatori esclusi.
- Video
- Audio

### Funzioni
Attraverso il bus SCS sono disponibili le seguenti funzioni:
- Illuminazione
- Automatismi
- Scenari
- Antifurto
- Diffusione sonora
- Gestione energia
- Termoregolazione
- Videocitofonia

Tutte le funzioni elencate condividono la stessa tecnologia e le medesime modalità di configurazione/installazione.

### Configurazione
I dispositivi connessi al bus SCS devono essere configurati.
La configurazione ne attribuisce un indirizzo e le modalità di funzionamento.
Sono disponibili due modalità di configurazione:
- Fisica - utilizzando dei ponticelli numerati con all'interno una resistenza
- Virtuale - utilizzando un software di configurazione che si interfaccia al bus mediante gateway ethernet

## Integrazione
È possibile interagire con il bus SCS mediante un gateway e un protocollo aperto di alto livello chiamato OpenWebNet.
Esistono due tipologie di gateway che comunicano mediante diversi standard di comunicazione:
- Gateway ethernet (Linux based)
- Gateway USB / RS232

I gateway sono bidirezionali e traducono frame SCS in frame OpenWebNet e viceversa.
Il protocollo standard OpenWebNet permette a chiunque di realizzare software per interagire con i dispositivi connessi al BUS SCS.
Tale protocollo è divulgato mediante la community MyOpen.
Il protocollo SCS resta un protocollo proprietario della bTicino. L'eventuale integrazione con altri bus di campo deve avvenire sempre a livello di supervisione, con la realizzazione di un software in grado di comunicare con l'SCS attraverso l'OpenWebNet.

## Certificazioni
I dispositivi collegati al bus SCS sono certificati IMQ e sono rispondenti alle sotto elencate norme di prodotto:
- CEI EN 50428: apparecchi di comando non automatici per installazione elettrica fissa per uso domestico e similare - Apparecchi di comando non automatici e relativi accessori per uso in sistemi elettronici per la casa e l'edificio (HBES).
- CEI EN 60669-1/A1: apparecchi di comando non automatici per installazione elettrica fissa per uso domestico e similare – Prescrizioni generali.
- CEI EN 60669-2-1: apparecchi di comando non automatici per installazione elettrica fissa per uso domestico e similare – Prescrizioni particolari – Interruttori elettronici.
- CEI EN 50090-2-2: sistemi elettronici per la casa e l'edificio (HBES) - Panoramica generale - Requisiti tecnici generali.
- CEI EN 50090-2-3: sistemi elettronici per la casa e l'edificio (HBES) - Panoramica del sistema - Requisiti generali di sicurezza funzionale per prodotti destinati ad un sistema HBES.